# Seifen und Maschhag westlich Allmenrod
Seifen und Maschhag westlich Allmenrod este o arie protejată (arie specială de conservare — SAC, sit de importanță comunitară — SCI) din Germania întinsă pe o suprafață de 34,96 ha, integral pe uscat.

## Localizare
Centrul sitului Seifen und Maschhag westlich Allmenrod este situat la coordonatele 50°38′34″N 9°17′59″E / 50.6428°N 9.2997°E.

## Înființare
Situl Seifen und Maschhag westlich Allmenrod a fost declarat sit de importanță comunitară în noiembrie 2004 pentru a proteja un număr necunoscut de specii din flora spontană și fauna sălbatică aflate în arealul zonei. Situl a fost protejat și ca arie specială de conservare în martie 2008.

## Biodiversitate
Situată în ecoregiunea continentală, aria protejată conține 2 habitate naturale: Păduri pe pante, grohotișuri și ravene de Tilio-Acerion, Păduri aluvionare cu Alnus glutinosa și Fraxinus excelsior (Alno-Padion, Alnion incanae, Salicion albae).
La baza desemnării sitului se află un număr nedeclarat de specii protejate.